# Toury-Lurcy
Toury-Lurcy é uma comuna francesa na região administrativa de Borgonha-Franco-Condado, no departamento Nièvre. Estende-se por uma área de 26 km². Em 2010 a comuna tinha 427 habitantes (densidade: 16,4 hab./km²).